# Caryocaraceae
Caryocaraceae Voigt è una famiglia di piante angiosperme dell'ordine Malpighiales.

## Tassonomia
La famiglia comprende i seguenti generi:
- Anthodiscus G.Mey.
- Caryocar L.